# Heliophanus cupreus globifer
Heliophanus cupreus là một phân loài nhện trong họ Salticidae.
Loài này thuộc chi Heliophanus. Heliophanus cupreus globifer được Eugène Simon miêu tả năm 1868.

## Hình ảnh

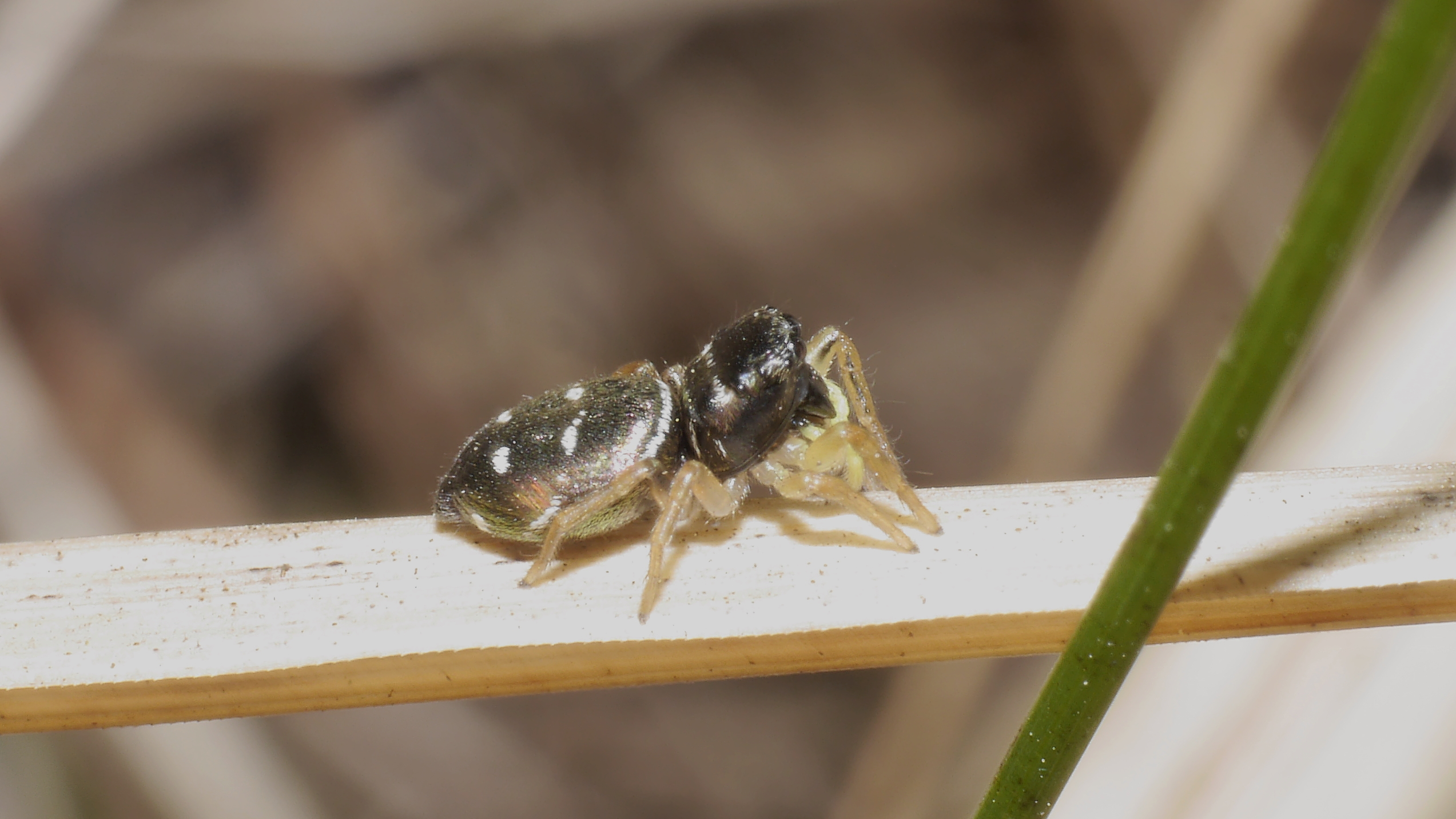
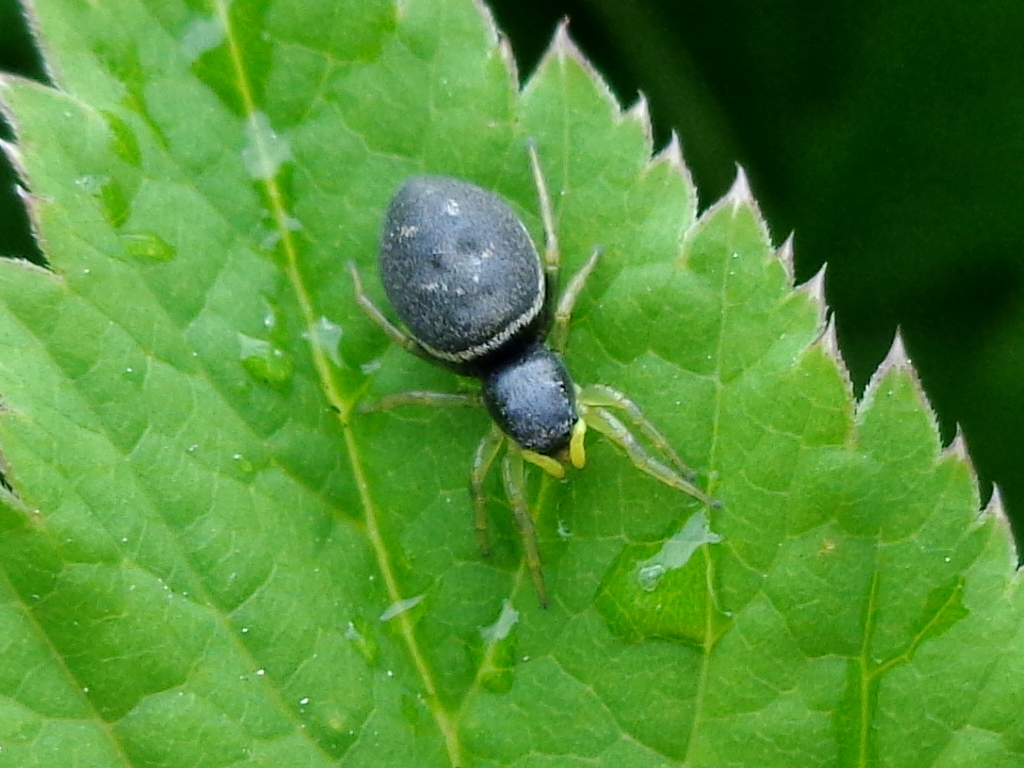
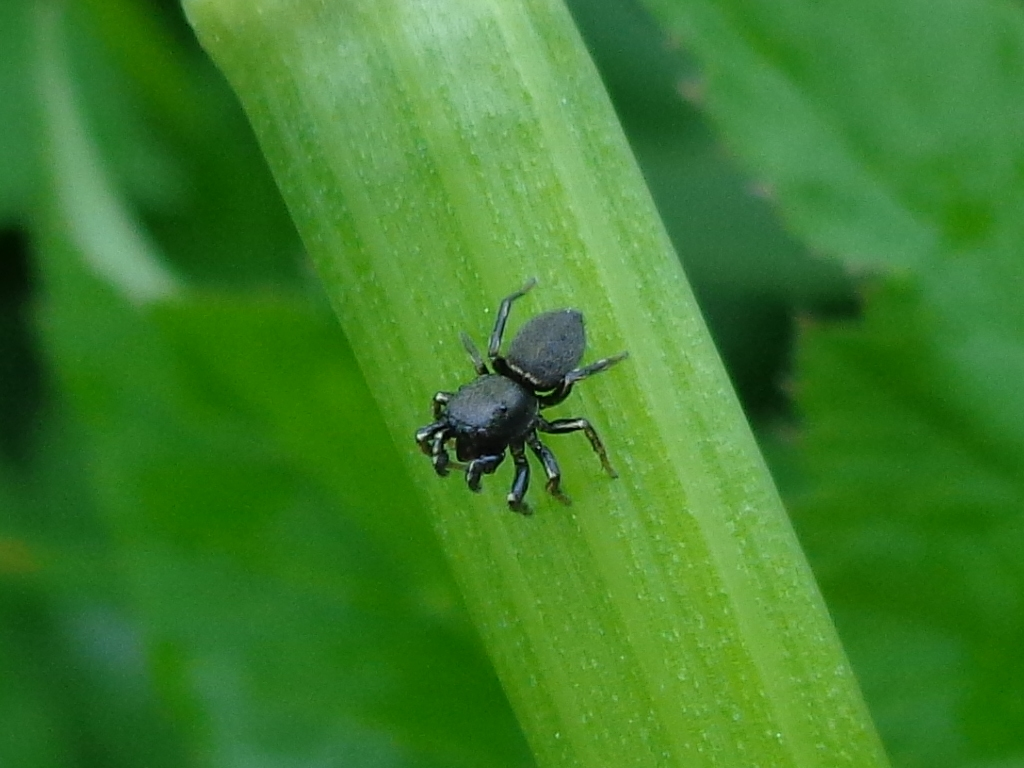
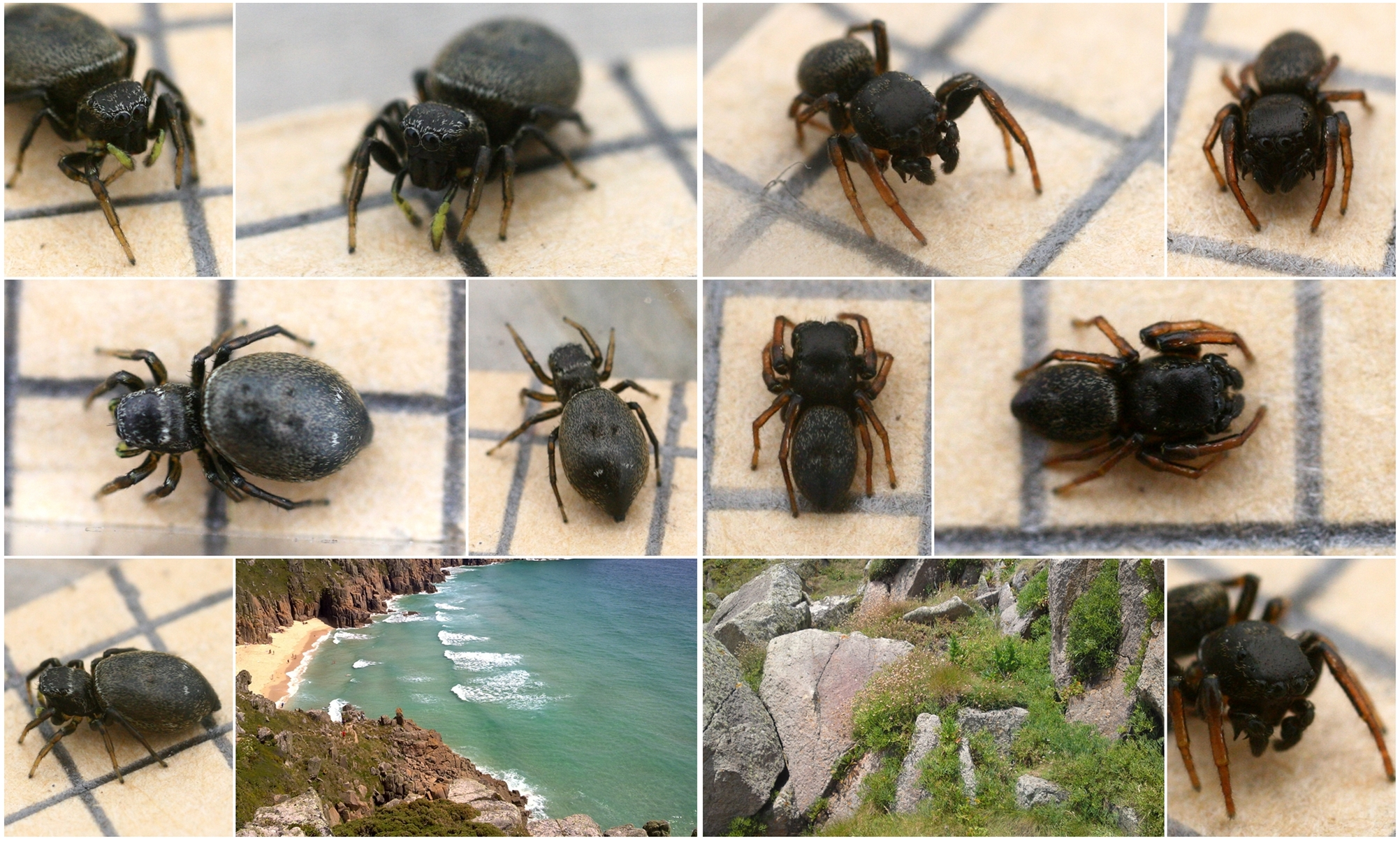